# Palazzo Bellisomi Vistarino
Il palazzo Bellisomi Vistarino è un palazzo settecentesco della città di Pavia e tra i più importanti esempi del barocchetto lombardo.

## Storia
La famiglia Bellisomi è di antica origine pavese. Ne uscirono giuristi, amministratori, eccelesiastici, fra questi il più celebre fu Carlo (1736- 1808), che percorse la carriera diplomatica, divenendo prima nunzio in Polonia e poi a Lisbona, nel 1783 fu creato cardinale, e nel 1795 vescovo di Cesena. Partecipò attivamente nel 1801 ai comizi di Lione. 
Intorno al 1720 l'aristocratica famiglia decise di rimodellare, secondo i dettami delle nuove mode artistiche, il proprio palazzo urbano, i lavori, tuttavia, si protrassero a lungo, finché, dal 1745, Gaetano Annibale Bellisomi, grazie all'ingente patrimonio accumulato, diede nuovo impulso al cantiere. Gaetano Annibale era un uomo di grande cultura e di multiformi interessi, dalle scienze alle arti, appassionato bibliofilo (la biblioteca dei Bellisomi era una della maggiori della città) e grande collezionista di antichità, in particolare di monete antiche. Nel palazzo creò un museo antiquario, ricco anche di collezioni naturalistiche, che attrasse visitatori anche da altre città italiane e non solo. 
Il palazzo fu progettato da Francesco Croce, uno dei massimi architetti milanesi dell'epoca, mentre per gli affreschi fu chiamato il pittore cremonese Giovanni Angelo Borroni. L'elegante palazzo, terminato nel 1753, era originariamente riccamente arredato, sappiamo infatti che Gaetano Annibale fece giungere mobili dalla Francia e, tramite il marchese Antoniotto Botta Adorno, tappezzerie fiamminghe da Bruxelles. Nell'Ottocento la proprietà del palazzo passò ai conti Giorgi di Vistarino, che rimodellarono, secondo il gusto dell'epoca, le decorazioni di alcune sale. Dopo diversi passaggi, l'edificio è divenuto proprietà dell'Università di Pavia, che dopo lunghi restauri, iniziati nel 2007, dal 2013 è sede della fondazione Alma Mater Ticinensis.

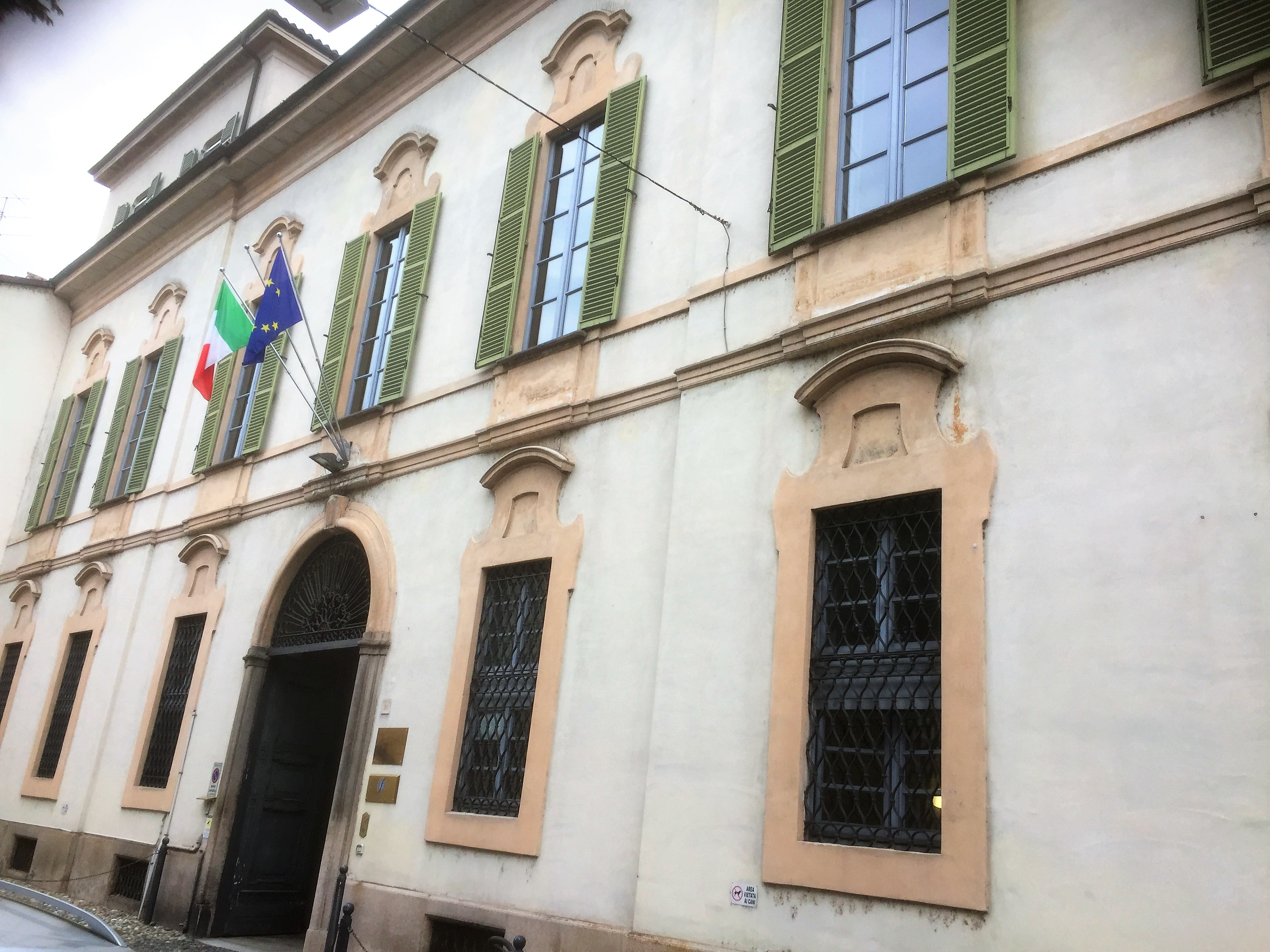
La facciata verso via Sant'Ennodio
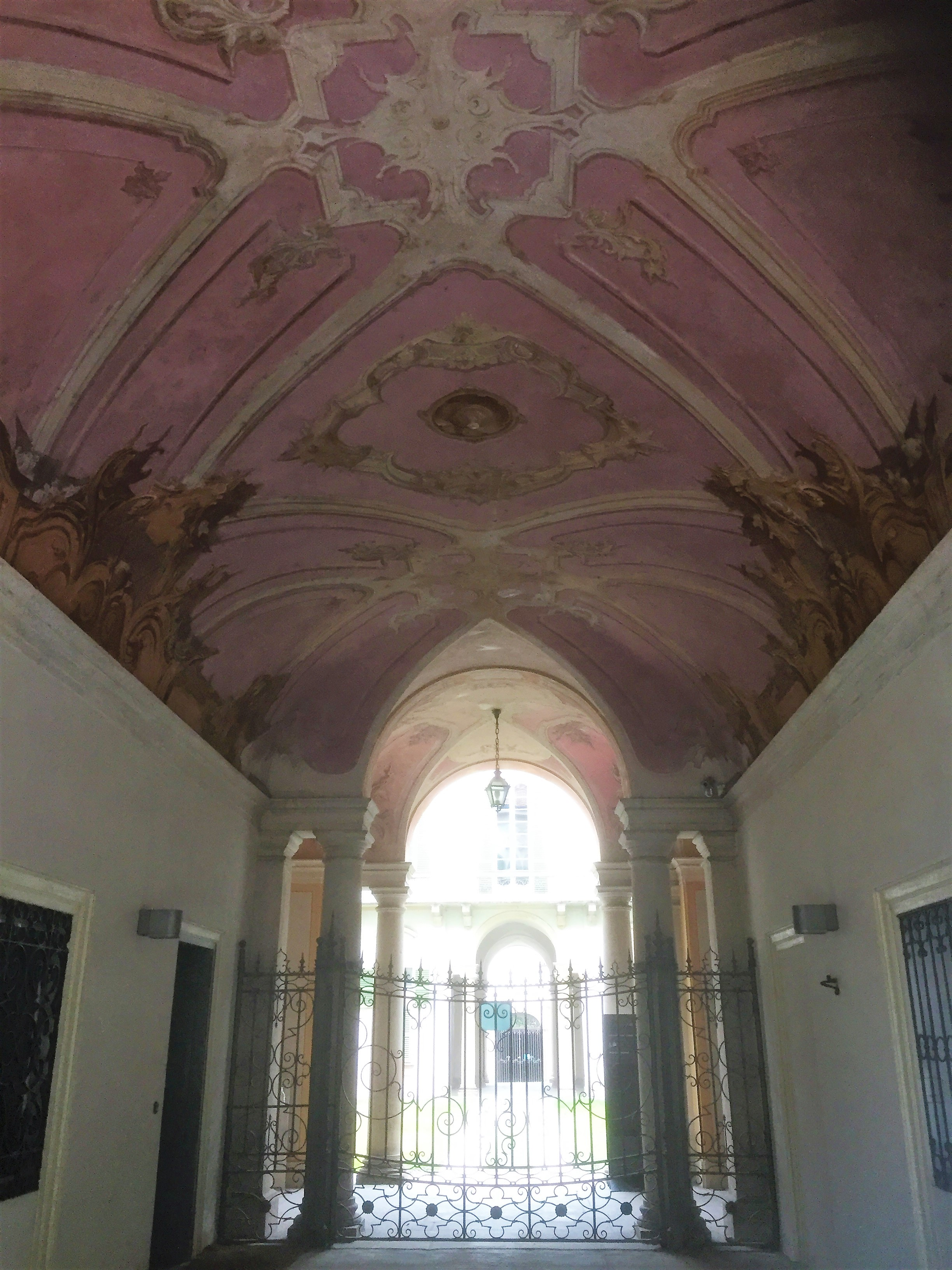
L'ingresso
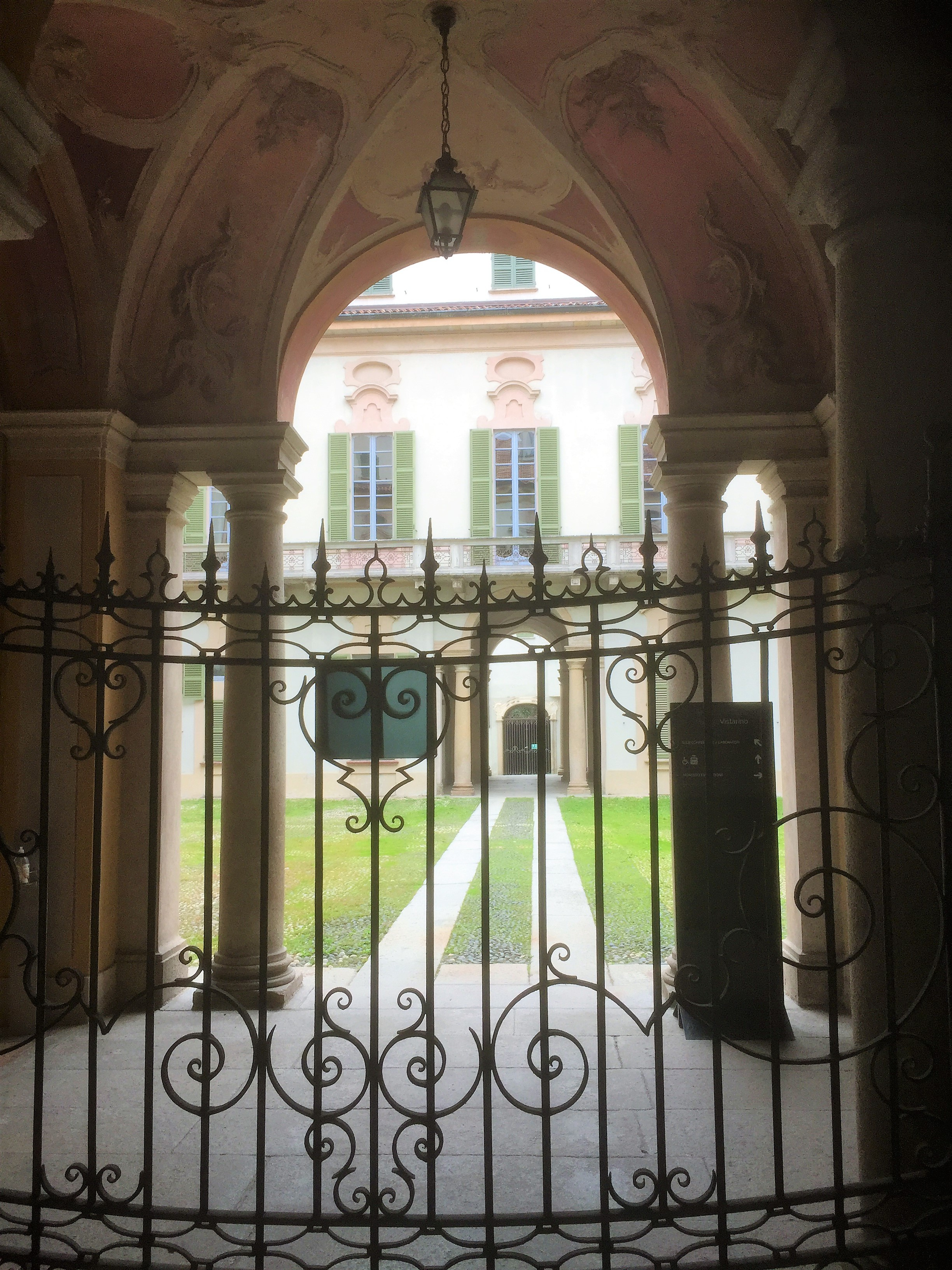
L'ingresso
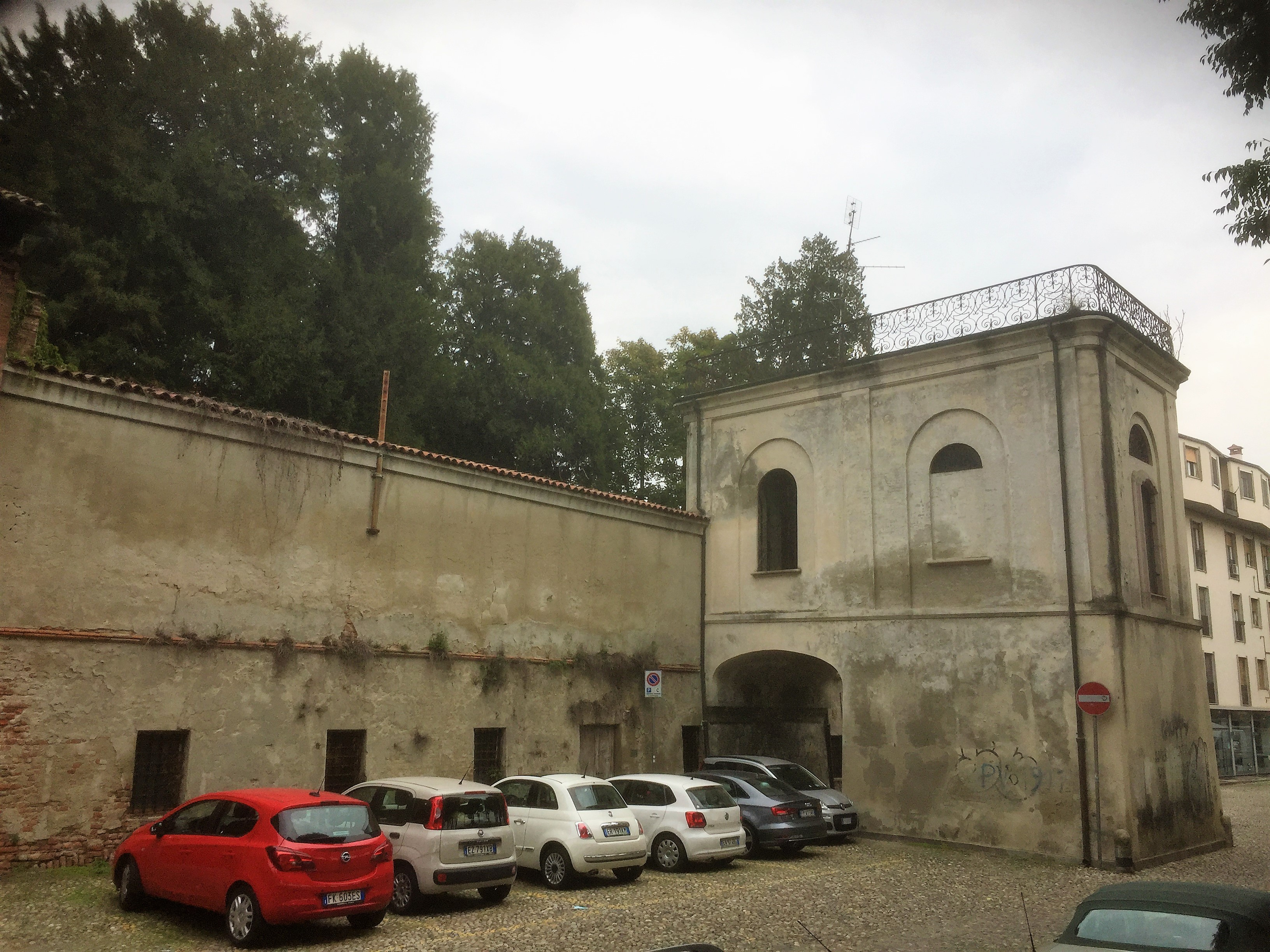
Il belvedere affacciato al Ticino
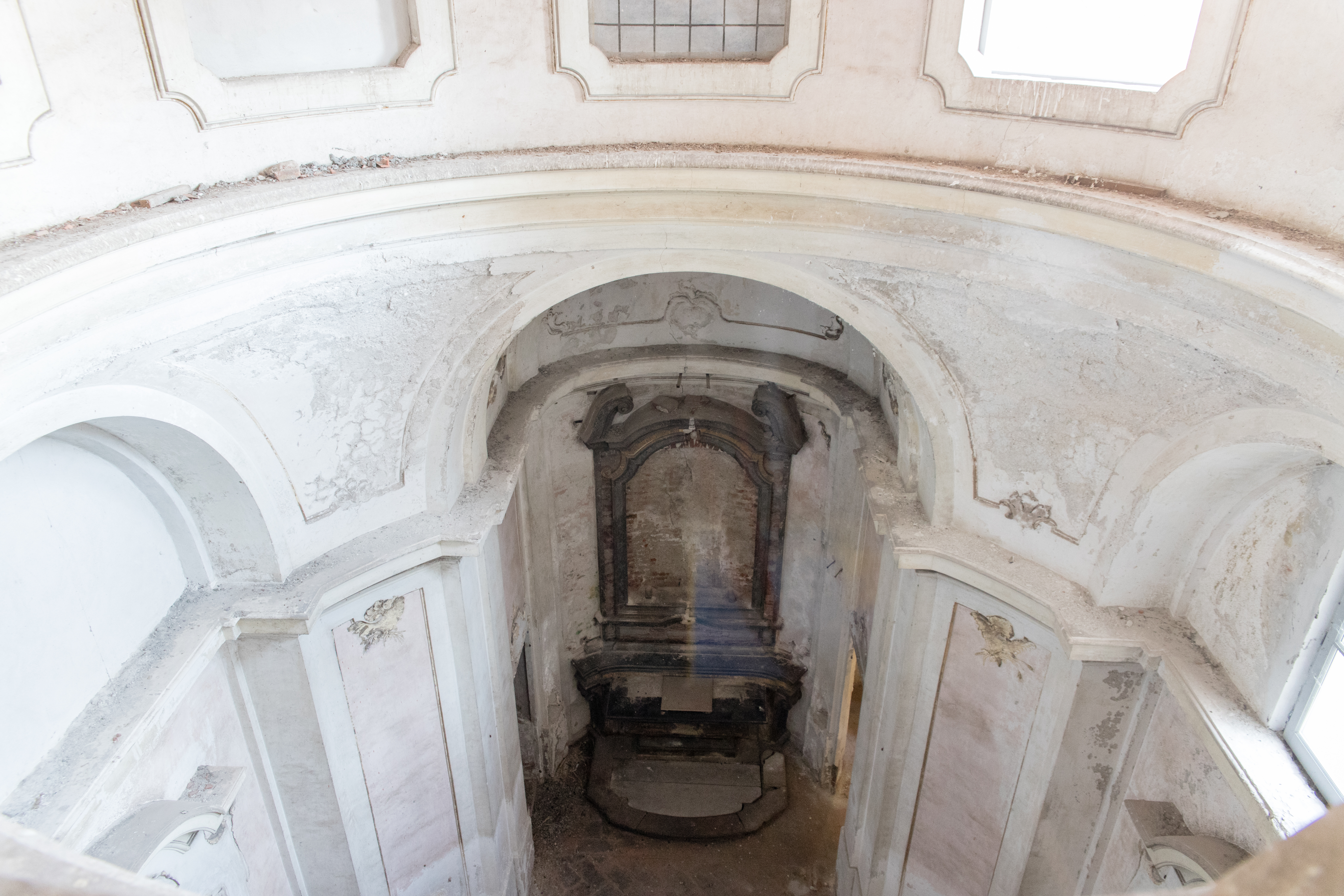
La cappella
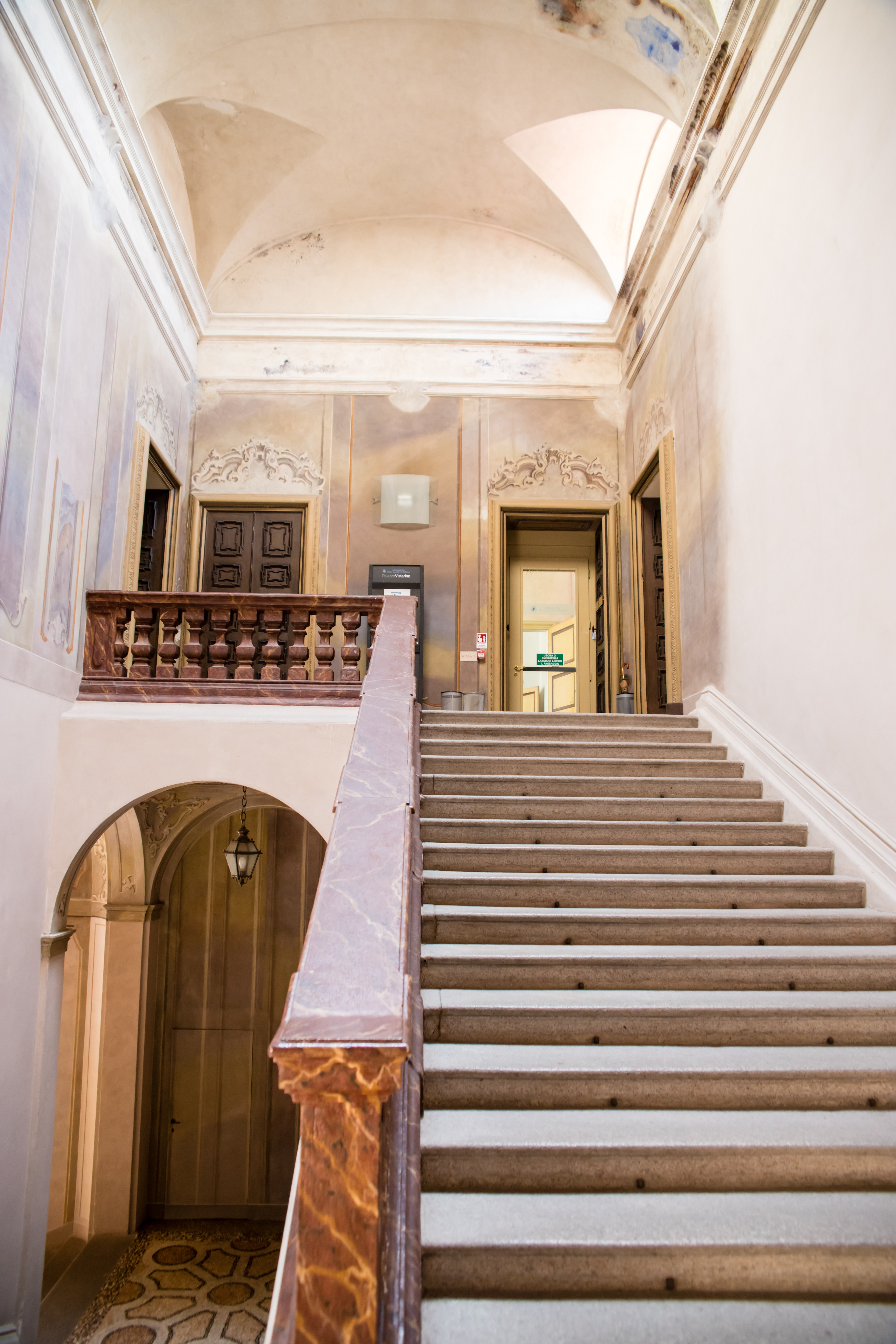
Lo scalone

## Descrizione
Il complesso, che occupa una superficie di ben 5.600 m², è scandito attorno al corte nobile, a quello di servizio e al grande giardino, che si affaccia, grazie a un belvedere, sul Ticino. 
Il palazzo è dotato anche di una cappella, dedicata ai Santi Simone e Giuda, e di scuderie. Uno scalone permette l'accesso ai vari ambienti dell’ala principale del palazzo, poi collegati alle ali intermedie. 
L'edificio si caratterizza anche per la diversità delle due facciate: semplice e razionale quella rivolta verso via Sant'Ennodio, scenografica e vivace, grazie anche al portico e al terrazzo, quella rivolta verso il giardino.

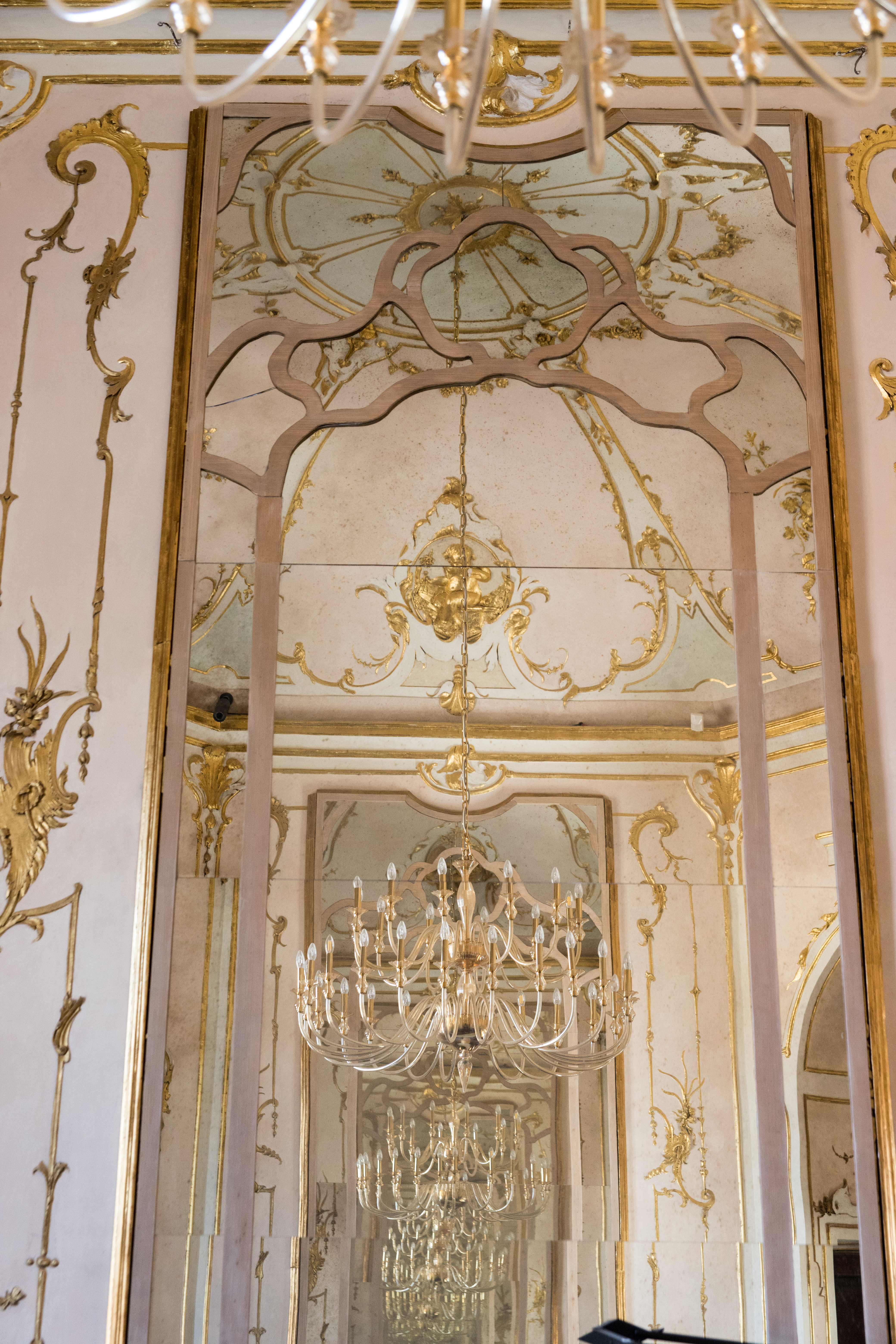
Sala interna
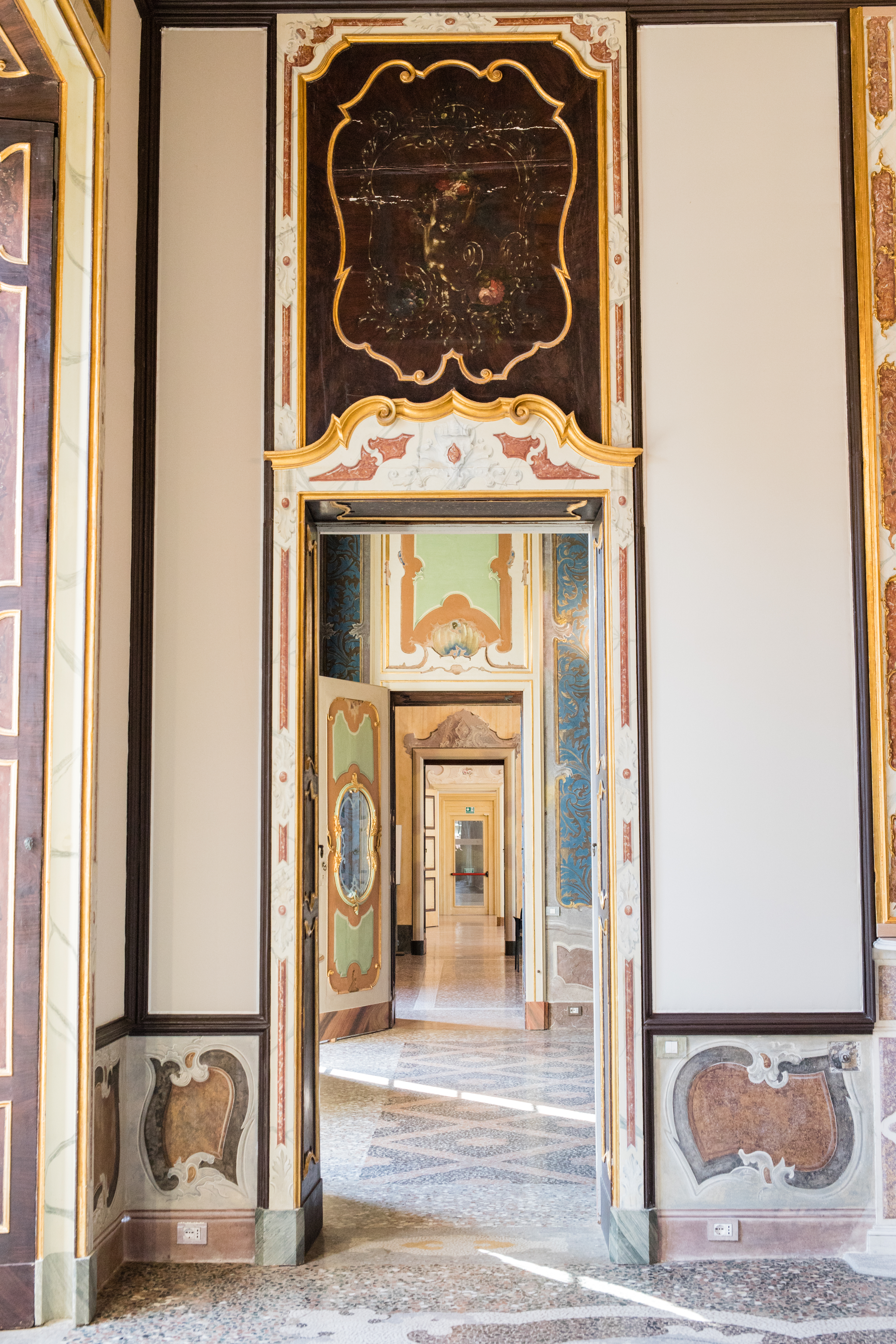
Gli interni
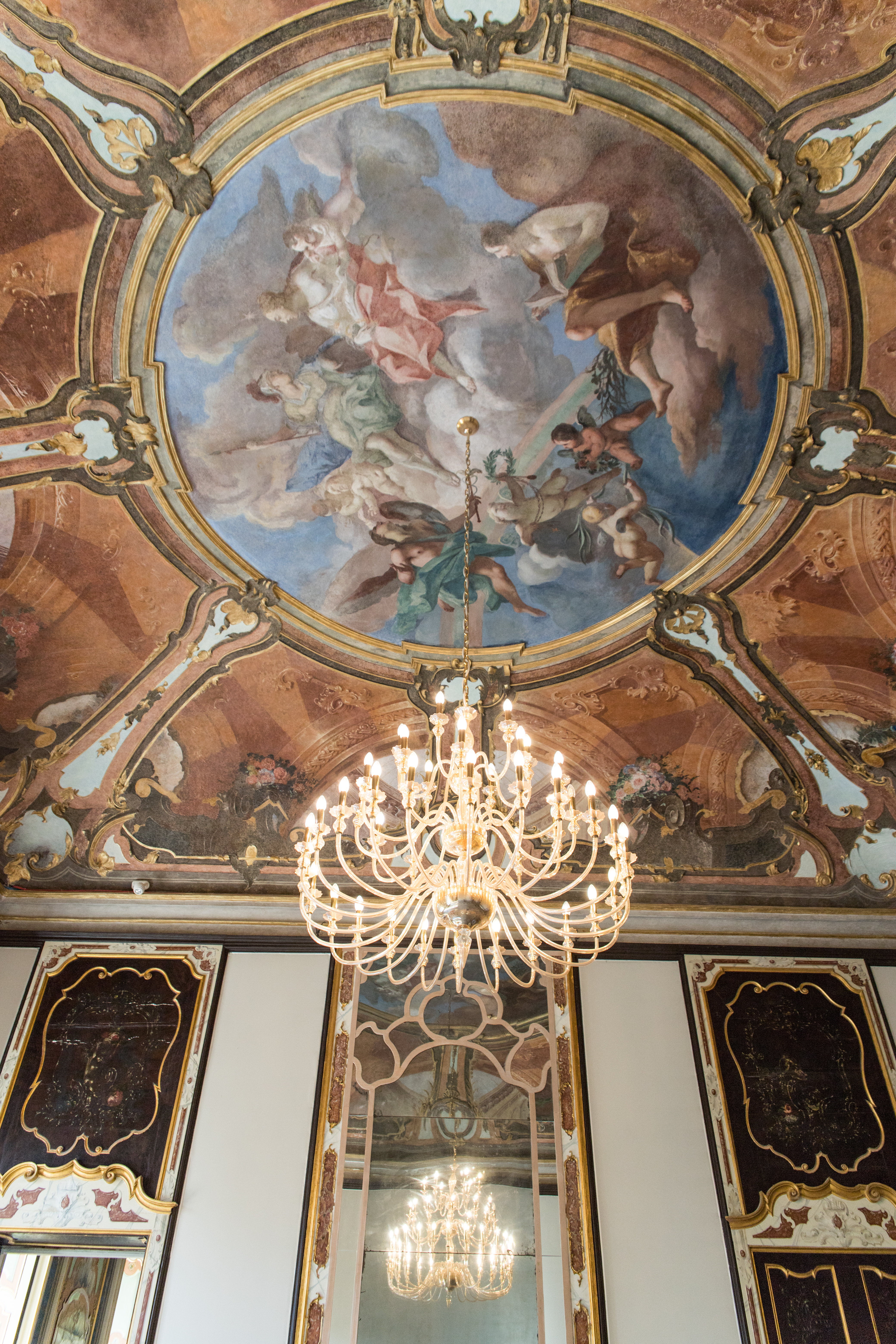
Uno degli affreschi di Giovanni Angelo Borroni
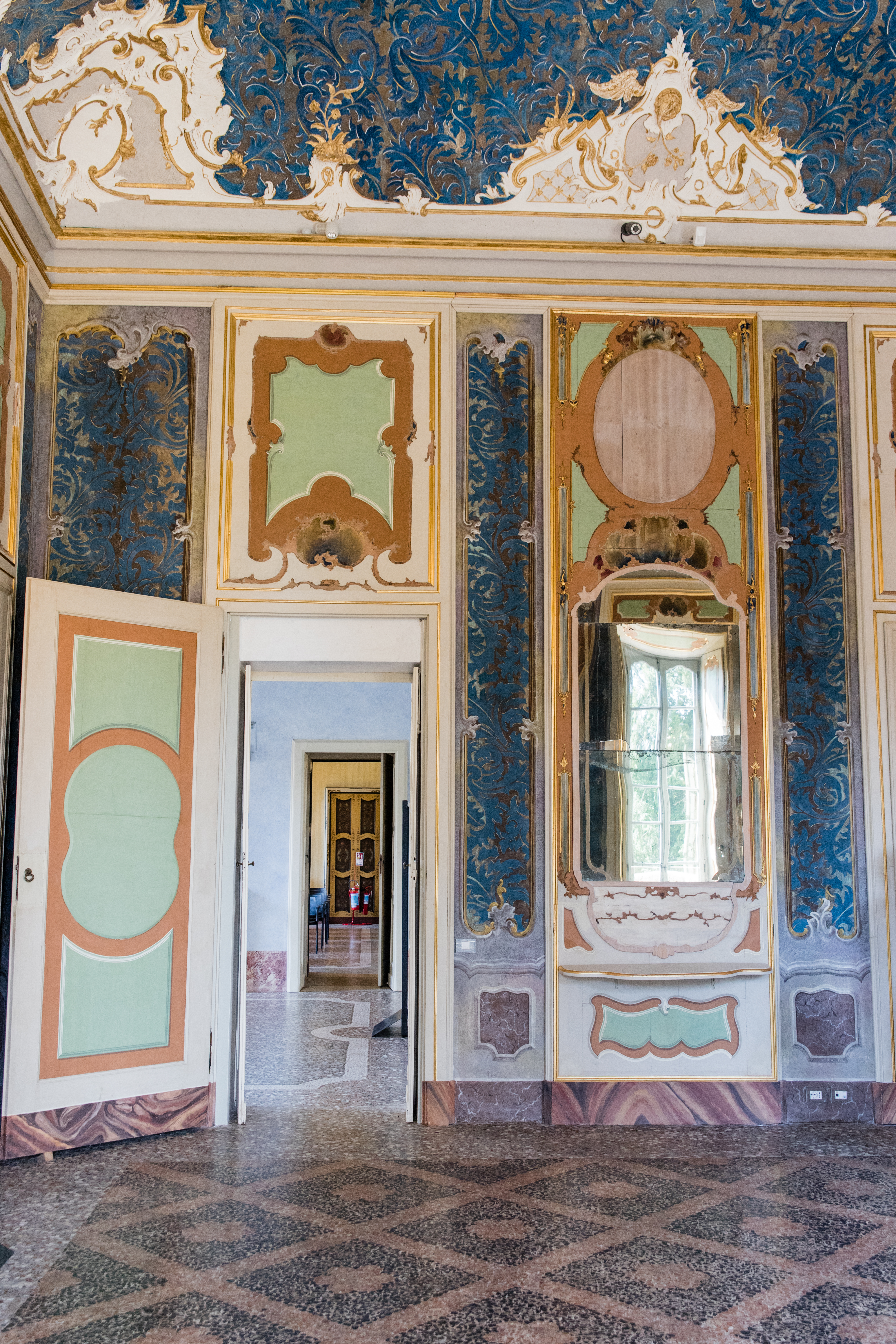
Una delle sale
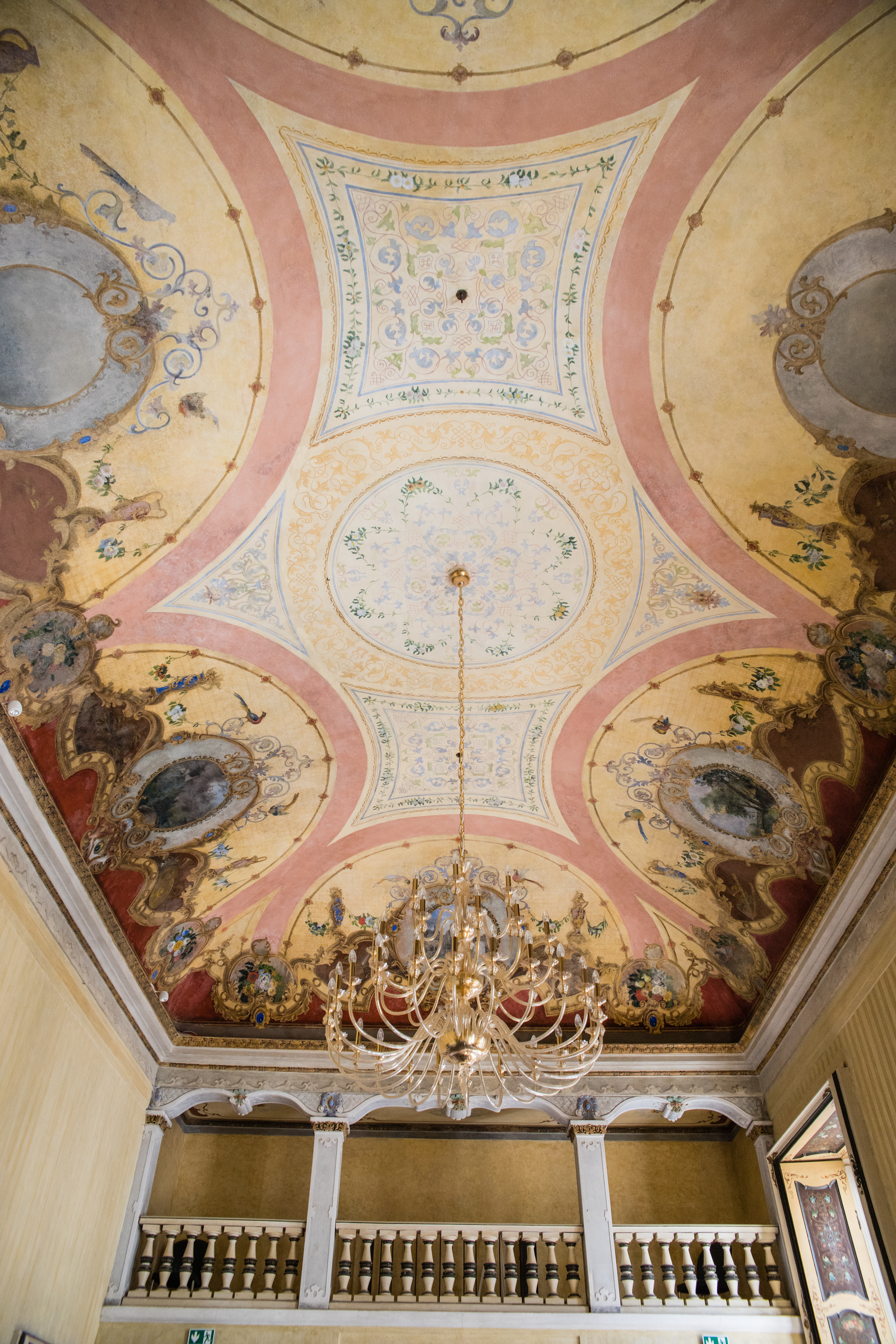
Interni
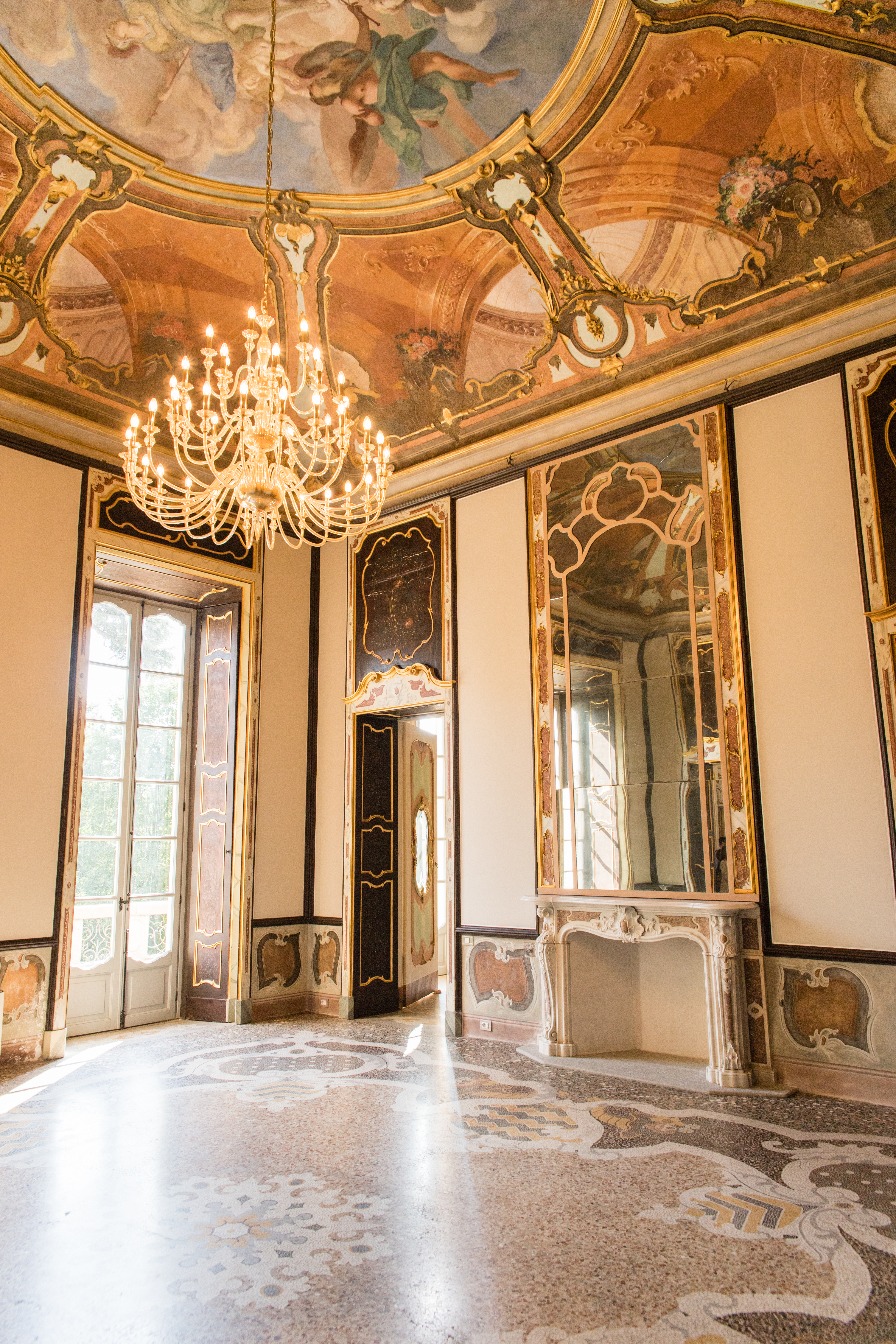
Una delle sale